# Ranger 3
Ranger 3 war eine Raumsonde der US-amerikanischen Raumfahrtagentur NASA. Sie war die dritte Sonde im Rahmen des Ranger-Programms zur Erforschung des Mondes.

## Mission
Ranger 3 startete am 26. Januar 1962 an Bord einer Atlas-Agena-B-Rakete von der Startrampe LC-12 auf der Cape Canaveral Air Force Station. Aufgrund von technischen Störungen verfehlte sie den Mond um ca. 35.000 Kilometer. Nach Passieren des Mondes schwenkte die Sonde in eine solare Umlaufbahn ein.
Die Sonde war die erste ihrer Art, die im sogenannten Block-II-Design entwickelt und gestartet wurde. Ziel dieser Mission war es, Aufnahmen der Mondoberfläche zu gewinnen. Dabei sollte die Sonde Bilder innerhalb eines Zeitraumes von zehn Minuten vor ihrem Aufschlag machen. Eine weiche Landung war nicht geplant, d. h., sie wäre hart auf der Mondoberfläche aufgeschlagen und dadurch zerstört worden.
Die Mission von Ranger 3 war nur zum Teil erfolgreich.